# الحرف (بني مطر)

تعديل مصدري - تعديل

الحرف هي إحدى قرى عزلة الحدب بمديرية بني مطر التابعة لمحافظة صنعاء، بلغ تعداد سكانها 183 نسمة حسب تعداد اليمن لعام 2004.